# أفانجان
أفانجان هي شركة إيرانية لتصنيع أبراج نقل الكهرباء وأبراج الراديو في أراك. تأسست هذه الشركة في عام 1974 من قبل مجموعة إيدرو ووزارة الطاقة الإيرانية. تمتلك أفانجان 80٪ من أبراج النقل في إيران.